# Termoeconomia
Termoeconomia, também conhecida como economia biofísica, é uma escola de economia heterodoxa que aplica as leis da mecânica estatística à teoria econômica. A termoeconomia pode ser considerada a física estatística do valor econômico e é um subcampo da econofísica.

## Termodinâmica
Os termoeconomistas argumentam que os sistemas econômicos sempre envolvem matéria, energia, entropia e informação. Então, com base nessa premissa, análogos econômicos teóricos da primeira e da segunda leis da termodinâmica são desenvolvidos.
A termoeconomia aplica a mecânica estatística da termodinâmica de não equilíbrio para modelar essas atividades. Na terminologia termodinâmica, a atividade econômica humana pode ser descrita como um sistema dissipativo, que floresce consumindo energia livre em transformações e troca de recursos, bens e serviços.

## Aplicação à biologia
A termoeconomia é baseada na proposição de que o papel da energia na evolução biológica deve ser definido e compreendido não através da segunda lei da termodinâmica, mas em termos de critérios econômicos como produtividade, eficiência e, especialmente, os custos e benefícios (ou lucratividade) dos vários mecanismos para capturar e utilizar a energia disponível para construir biomassa e fazer o trabalho.